# Raymond Davis Kell
Raymond Davis Kell, mais conhecido como Ray Kell, foi um pesquisador da televisão na Radio Corporation of America (RCA).
Recebeu a Medalha Stuart Ballantine de 1948 por ser um pioneiro no desenvolvimento da televisão colorida.